# Новик (бронепалубен крайцер, 1900)
Новик (на руски: Новик) е „малък“ бронепалубен крайцер от 2-ри („корветски“) ранг на руския императорски флот, което съответства на крайцер от 2-клас по британската класификация. Първият в света, – „25 възлов“ многоцелеви крайцер (ескадрен разузнавач на близки разстояния, „брониран лидер на миноносци“, контраминоносец, минен крайцер – „ловец“, способен самостоятелно да търси, избира цел и да я атакува, високопроизводителен минен заградител за открито море, а също и пригоден за замени вече остарелите канонерски лодки) – предшественик на подкласа „крайцер скаут“. Името си носи в памет на корветата „Новик“. Отличава се в Руско-японската войне 1904 – 1905 г.
През 1904 г., след битката Корсаков крайцерът е потопен от екипажа. От 1906 г., след изваждане и възстановителен ремонт, е в състава на японския флот под името „Судзуя“.
Тактико-техническото задание (ТТЗ), за проектиране на уникален – експериментален малък крайцер е разработен от руския Морски Технически Комитет (МТК), в рамките на корабостроителната програма от 1898 г., „…за нуждите на Далечния Изток“, с оглед на ефективното бойно използване на „малките“ крайцери от „елсуикския тип“ в японо-китайската война 1894 – 1895 г., общите тенденции в последващото развитие на малките крайцери, особеностите на далекоизточния военноморски театър, и под влияние на възникналата на този фон, руска национална идея (концепция) за „Универсален неброниран съд“, изказана за пръв път през 1895 г. от адмирала С. О. Макаров. Победата в предварителния конкурс за проект, последващото проектиране и построяване на този крайцер, изцяло удовлетворяващ крайно противоречивите изисквания на руското Адмиралтейство, са значително постижение за германското крайцеростроене. По преработените работни чертежи на крайцера „Новик“, в Невския завод, са построени два еднотипни малки крайцера от типа „Жемчуг“ („Жемчуг“ и „Изумруд“). Въпреки доста нееднозначното отношение към проекта „Новик“, на световно ниво, концепцията за развитие на подкласа „малък крайцер“ се възражда след руско-японската война, и практически се въплътява от водещите морски държави до началото на Първата световна война, като подкласовете: „крайцер скаут“ и „малък лек крайцер“.

## Заданието за проектиране
В руския Главен Морски Щаб (ГМЩ), оперативно-тактическото задание (ОТЗ) за проектиране на „малък“ крайцер за Тихоокеанския театър започва да се формира през 1895 г., веднага след изостряне на отношенията с Япония. До това, от 1882 г., концепцията за „малкия“ крайцер за ВМС в Русия не се приема, тъй като през този период, руското крайцеростроене се развива по посока осигуряване на противодействие срещу най-новите „средно“ и „големи“ крайцери на вероятния противник – Англия. Английското Адмиралтейство принципно не поръчва за своите ВМС „малки“ крайцери, с оглед на техните органични недостатъци: малък запас гориво, което да осигури приемлива далечина на плаване, неудовлетворителни мореходни качества и неустойчивост, като „артилерийската платформа“, при силно вълнение. На този фон, английската фирма „Армстронг“ започва серийна експортна постройка на „малки“ крайцери от „елсуикския тип“ по поръчки на ВМС на развиващите се държави. Тези кораби са въплъщение на най-новите достижения в световната военноморска техника и въоръжение. Английските специалисти, с максималната за тях изгода, използват уникалната възможност да проверят тези крайцери в реалните бойни условия на Тихоокеанския театър, по време на японско-китайската война от 1894 – 1895 г. Относително евтините, но добре въоръжени „малки“ крайцери напълно съответстват на условията на ограничения Тихоокеански театър, където фактически съставят основното „бойното ядро“ на флотите на Китай и Япония и ефективно се използват като многоцелеви кораби…
Сдле изостряне на руско-японските отношения, ВМС на Япония имат абсолютно числено превъзходство в „малки“ крайцери-разузнавачи и миноносци. Японската „Голяма корабостроителна програма за 1895 – 1902 г.“, освен големи бойни кораби, предвижда поръчката в Англия и САЩ на нови „малки“ крайцери, и техническа модернизация на старите крайцери от „елсуикския тип“ с поставяне на ново артилерийско въоръжение на фирмата „Армстронг“. Руските „средни“ крайцери от типовете „Светлана“ и „Диана“, проектирани по корабостроителната програма от 1895 г., напълно могат да противостоят на „малките“ крайцери на вероятния противник, но са значително по-скъпи и поради това – немнобройни…
През май 1895 г., на съвещание на флагманите в Чифу, вицеадмиралът Макаров, за първи път излага и обосновава концепцията за „универсалния неброниран съд“ (фактически развитие на концепцията на английската фирма „Армстронг“ (изказана от Дж. Рендел – конструктор на крайцера „Есмералда“), но с оглед за използване на Далекоизточния театър. Повод за това, служи фактът, че, построения още през 1883 г., за Чили „малък“ крайцер „Есмералда“ (водоизместимост – 2800 t, въоръжение: 2×1 – 254 mm, 6×1 – 152 mm) – родоначалник на експортните крайцери „елсуикски тип“, през 1894 г. преминава модернизация в „Армстронг“, купен е от Япония и през февруари 1895 г. – влиза в състава на японския флот с името „Изуми“. Този кораб, адмирал С. О. Макаров охарактеризира като: „…идеална бойна машина…“… По мнение на Макаров – „универсалния неброниран съд“ е „малък“ крайцер, с водоизместимост до 3000 t, скорост от 20 възела, въоръжение: 2×1 – 203 mm, 4×1 – 152 mm; 12×1 – 75 mm оръдия, и в условията на финансови ограничения е най-целесъобразен за серийна постройка вместо ескадрените броненосци, „големите“ и „средните“ крайцери, за цел максимално бързо подсигуряване на равновесието на силите в Далечния изток. При това, той решително се изказва против увеличението на скоростта в ущърб на артилерията, основавайки се на мнението на генерала от Корпуса морската артилерия Ф. В. Пестич, утвърждаващ, че „няма смисъл да догонваш противника, за да те разбие“. По мнение на Макаров, за далечните разузнавания голямата скорост не е толкова важна, тъй като обстановка се мени много бързо, и получените данни, във всеки случай, ще бъдат до известна степен стари и неточни (до появата на радиопредавателите), а за близкото разузнаване са достатъчни миноносците. Според оценката на Макаров, съединенията на „безбронните“ крайцери, ще могат успешно да противостоят не само на миноносците и крайцерите, но, използвайки превъзходството си в скорост и маневреност и на ескадрените броненосци на противника…, а при необходимост, и ще издържат и самостоятелен бой с броненосец…[3]стр.26. По мнение на редица военноморски историци концепцията за „небронирания съд“ до известна степен повлиява за формирането на тактико-техническите изисквания за проектирането на „малките“ (II ранг) и „средните“ (I ранг) бронепалубни крайцери „корветски“ ранг в рамките на „корабостроителната програма от 1897 г.“, в частта по реализиране на съотношението в нивата на осигуряване на конструктивна непотопимост и бронезащитеност (принципа: „непотопяемост, а не непробиваемост“). Обаче, в частта за състава на въоръжението – влиянието на концепцията „безбронен съд“ тук фактически отсъства.
От ноември 1895 г. до декември 1897 г., на съвещанията по въпросите за усилване на руските военноморски сили в Тихия океан, в частност, се обсъжда въпроса: …нужни ли са при ескадрата малки крайцери-разузнавачи с водоизместимост от 2000÷3000 t?…. Този въпрос възниква във връзка с това, че малките крайцери отстъпват на средните крайцери по скорост, мореходност, далечина на плаване, въоръжение, но вследствие на по-малката им водоизместимост за тяхното проектиране и постройка се изискват сравнително малко средства. Това условие се разглежда като предимство за малките крайцери, с оглед на финансовите ограничения и оперативно-тактическите особености на Далекоизточния военен театър. Освен това, се предполага, че малките крайцери могат да заменят на Тихоокеанския театър остарелите мореходни канонерски лодки и ще противодействат на превъзходящите миноносни сили на противника.
От 12 до 18 декември 1897 г., някои от участниците на съвещанията, писмено излагат своите съображения относно необходимите в Тихия океан сили… В частност:
— Вицеадмирал И. М. Диков предполага, че в ескадрата на един ескадрен броненосец трябва да има един крайцер-разузнавач; на всеки кораб I и II ранг следва да се придаде по миноносец. Главно качество на крайцера той смята скоростта, поради която следва да се жертват всички останали елементи, понеже бързоходния кораб „може и трябва да отстъпи от всякакъв бой, по време на разузнаването, като се обръща внимание на малките победи и бойните отличия за личния състав, а за изпълнението на зададеното му поръчение“.
- Това твърдение влиза в противоречие с концепцията за „универсалния неброниран съд“, въпреки това, именно то впоследствие заляга в основата на разработката на ОТЗ за проектиране на малък крайцер за Тихоокеанския театър.

— Вицеадмирал Е. И. Алексеев, на основа опита се в командването на ескадра в Тихия океан, смята, че броя на крайцерите при главните сили следва да се увеличи: …на осем ескадрени броненосеца трябва да има толкова броненосни крайцера, осем крайцера с водоизместимост по 5000÷6000 тона, четири крайцера-разузнавача с водоизместимост 3000÷3500 t и четири – под 1500 тона… Задачите поставени пред крайцерите с малка водоизместимост той определя като: „да служат при ескадрата като форсейли, разузнавачи, куриерски крайцери за предаване на важни и спешни поръчения отделно опериращи от флота отряди или съдове“. Най-малките от изброените кораби са предназначени за измервания, рекогнисцировка по бреговете и при входовете в пристанищата.
— Вицеадмирал Н. И. Скридлов казва, че е по-целесъобразно да се построят допълнително към вече наличните един ескадрен броненосец тип „Пересвет“ и три – от типа „Majestic“ (водоизместимост 15 000 t). В този случай главните сили на ескадрата вече ще се състоят от три еднотипни „тройки“ (типовете: „Полтава“, „Пересвет“ и „Majestic“). Всеки от големите кораби да се съпровожда от крайцер-разузнавач с водоизместимост 3000÷4000 t. Поради явния дефицит на време вицеадмирала предлага трите големи броненосеца и петте крайцера да се поръчат в чужбина.
- По мнение на вицеадмирала Скридлов, крайцерите-разузнавачи с водоизместимост 3000÷4000 t, трябва да съпровождат главните сили на ескадрата (за всеки ескадрен броненосец, които по мнението на Скридлов, на Тихоокеанския театър трябва да се не по-малко от 9 единици). В съответствие с това, „малкия“ крайцер получава допълнителните функции на „брониран контраминоносец“…

На 27 декември 1897 г., в хода на окончателното съвещание, под председателството на генерал-адмирала (в присъствието на вицеадмиралите: управляващия Морското министерство П. П. Тиртов 1-ви, Н. И. Казнаков, В. П. Верховски, И. М. Диков, С. П. Тиртов 2-ри, С. О. Макаров, Ф. К. Авелан и Е. И. Алексеев), в хода на продължителни дискусии, когато се приема решението за количествения и качествения корабен състав на Тихоокеанския театър, генерал-адмирала, не оспорвайки необходимостта от крайцери I ранг, поставя въпроса за целесъобразността от строеж вместо на 10 малки разузнавача на още един или два ескадрени броненосца… Обаче, присъстващите решително не се съгласяват с него, поради това, че, освен всичко останало, крайцерите с водоизместимост от 2000÷2500 t, трябва да заменят в ескадрата на Тихия океан и остарелите канонерски лодки („Кореец“, „Манджур“, „Гремящий“ и други).
В течение на март 1898 г., Морския технически комитет (МТК) разработва програма – тактико-техническо задание (ТТЗ), за проектиране на крайцери II ранг, в която са определени основните тактико-технически елементи: водоизместимост – не повече от 3000 тона (при нормален запас въглища – 360 t), общ обем на въглищните ями трябва да осигурява далечина на плаване 5000 мили при скорост 10 възела; максимална скорост – 25 възела; състав на въоръжението: 6×1 – 120 mm; 6×1 – 47 mm оръдия и едно десантно оръдие на Барановски; минното въоръжение – шест апарата с 12 торпеда, 25 мини за заграждения и 30 котви към тях; бронирана палуба – „с възможната дебелина“. Документа е утвърден от председателя на МТК вицеадмирала И. М. Диков и главните инспектори: по корабостроене – Н. Е. Кутейников, артилерия – генерал-майор А. С. Кротков, минно дело – контраадмирала К. С. Остелецки, механична част – Н. Г. Нозиков. Паралелно, е разработена и програма за проектиране на крайцер със същата водоизместимост но със скорост 30 възела...
Утвърденото от Императорското Руско Адмиралтейство тактико-техническо задание (ТТЗ) за проектиране на типа бързоходен малък крайцер, е много конкретно и противоречиво, с оглед на лимитите по водоизместимост и главните размери на кораба:… Предназначение – крайцерска служба в условията на открития океан… Основно изискване – скорост, не по-малко от 25 възела… Въоръжението и бронирането – според възможностите, с оглед осигуряване на най-добрата мореходност… Максимално възможен радиус на действие… Добри условия за обитаемост на екипажа…
На 1 април 1898 г., програмата на МТК постъпва в Главното управление по корабостроене и снабдяване (ГУКиС).
С условията на ТТЗ, за сключване на договор за проектиране и строеж, са запознати най-известните фирми: германски, английски, италианска, френска, американска и датска. Главното условие на договора Императорското Руско Адмиралтейство определя като: „скорост на хода, в крайна сметка, 25 възела. Въоръжение и броня – според възможностите, възможно най-добрите които да оказват минимални затруднения за плаване в открито море по всяко време. Съдът е предназначен за крайцерска служба в океана и трябва да има всички морски качества. При това са поставени и категоричните условия за голям радиус на действие и добри помещения за екипажа…“.

## Проектиране
В конкурса за договор за проектиране и строеж на малък бързоходен крайцер-разузнавач се включват следние фирми: германските: „Ховалдтсверке“ (гр. Кил), „Ф. Шихау“ и „Круп“; английските: „Лондон енд Глазгоу инженеринг енд айрън шипбилдинг къмпани“ и „Леъйрд“; италианската – „Ансалдо“; френската – „Шантие де ла Жиронд“ (гр. Бордо); датската фирма „Бугмейстер ог Вайн“, а също и Невския корабостроителен завод с техническа помощ от английски фирми.
- Първа за конкурса подава документи немската фирма „Ховалдтсверке“ от Кил. Нейния упълномощен Ф. Хох, на 10 април 1898 г. – получава в ГУКиС заданието за „25-възловия“, а след ден и за „30-възловия“ крайцер… Още на 28 април последва отговорът, че в първия случай крайцера ще има дължина от 103,63 m, ширина 12,8 m, газене 4,88 m. Проектът предвижда две вертикални машини с тройно разширение и мощност по 9000 к.с. всяка и водотръбни котли на „Торникрофт“. Приложените изчисления показват, че за достигане на 30 възела е необходима машина от 25 000 к.с., масата на която ще бъде не по-малко от 1900÷2000 t, и при зададената водоизместимост от 3000 тона, за корпуса, артилерията и горивото остават само 1000 t… И. М. Диков отчита тези разчетни аргументи за убедителни и, препраща документите за разглеждане в корабостроителното отделение, като слага резолюция: „Предполагам, че 25 възловия ход е достатъчен. Едва ли е възможно повече да се изисква“. Като цяло, изпратените разчети устройват МТК, с изключение на данните за необходимостта от създаване в котлите на форсирана тяга, необходима за постигане на пълната скорост… С оглед на тази забележка на МТК, германската фирма преработва проекта, и в началото на юни 1898 г., представя в Петербург чертежи: надлъжно и напречно сечение, разположението на въглищните ями, машинните и котелните отделения, мидъл шпангоута, а също и описание на кораба. При това, проектантите не се включват в уговорената водоизместимост, увеличавайки го до 3202 t. Бронезащитата на крайцера е бронирана палуба дебела 20 mm с 40 – 50 mm скосове в района на машините и котлите. На 13 юни 1898 г., МТК получава модел на кораба. Стремейки се да получи поръчката, фирма разработва и вариант за замяна на котлите на „Торникрофт“ с предпочитаните от руското Морско министерство котли система „Белвил“, с които дължината на крайцера нараства с 9 m, а водоизместимостта със 100 t, даже скоростта на пълния ход се осигурява с доста умерена изкуствена тяга в котлите.
- Юни 1898 г., в МТК постъпва проекта на италианската фирма „Ансалдо“. В първоначалния им вариант се предполага използването на две машини с шест цилиндри всяка, във втория – с четири цилиндри. В двата случая 14 котела Яроу „следва“ да осигурят сумарна мощност от 16 500 к.с. Дебелината на бронепалубата е в пределите от 20 до 50 mm, а при бойната рубка стените са дебели 125 mm.
- На 7 юли 1898 г., английската фирма: „Лондон енд Глазгоу инженеринг енд айрън шипбилдинг къмпани“ предоставя своите спецификации и чертежи… Обаче освен цена за проекта (225 хил. фунта стерлинги) други данни в документите няма, затова на 16 юли 1898 г., документите са върнати обратно, вероятно, поради явното несъответствие на проекта към изискванията на Морското министерство.
- Проектът на Невския завод е разработен с техническата помощ на англичани и включва: корпусната част е изготвена от инженера Е. Рид, механичнатаа част – от фирмата „Модсли, Филд енд сън“. Крайцерът следва да има дължина 117 m и ширина 12,2 m, т.е. отличава се с необикновено голямо, за това време, съотношение дължина към ширина – 9,6. Проектната водоизместимост е 3200 тона, бронезащитата в хоризонталната част на палубата и по краищата е 30 mm, на скосовете при машините и котлите 80 mm. Парата за двете машини дават 16 котела „Яроу“, скорост и артилерийското въоръжение съответстват на заданието, минното е намалено до четири апарата.

Представят свои чертежи и германските фирми – „Ф. Шихау“ и „Круп“.
На 3 юли 1898 г., на заседание на МТК, всички проекти са разгледани и оценени на неофициалната конкурсна основа… В резултат на това, за най-добър е признат варианта на „Шихау“ със скорост 25 възела (има и 28-възлово предложение, но е за сметка на намалено въоръжение и брониране).
- Забележително е, че проектът постъпил от датската фирма „Бурмейстер ог Вайн“ е разгледан и приет извън конкурса, тъй като самата поръчка на кораба по него (бъдещият крайцер „Боярин“) е предрешен да спечели подкрепен на най-високо ниво.

През януари—февруари 1899 г., в Морското министерство постъпват още три проекта за 3000-тонни разузнавачи. Първият от тях, на английската фирма „Лейърд“, се отличава с известно намаляване на бронирането и минното въоръжение (три апарата), но носи осем 120 mm оръдия. Сдружението „Шантие де ла Жиронд“ от Бордо изпраща два варианта – един с водоизместимост 3000 t, който поддържа 21 възела скорост в течение на 10 часа, друг при 3520 t – 25 въз. в продължение на два часа. Отличителна особеност тук са наличието на надлъжни прегради между борда и главните механизми. Чертежите са разгледани от МТК по-скоро от любопитство, на фирмите е съобщено, че последващи поръчки в чужбина не се предвиждат.

## Строеж
На 5 август 1898 г., началника на ГУКиС вицеадмирал В. П. Верховски и представителя за Русия на фирмата „Ф. Шихау“ Р. А. Цизе подписват договора за строеж на крайцера. Корабът трябва да е готов за изпитания след 25 месеца (впоследствие срокът за предаване е пренесен на 5 декември 1900 г.). В документа подробно са описани характеристиките на кораба, има традиционните в такива случаи неустойки, в т.ч. и за недостигане на необходимата скорост. При ход по-малък от 23 възела, или газене, 15 sm над контрактната, руското Морско министерство получава право да се откаже от поръчката и да получи обратно своите пари. Строителство е определено за Данцингското отделение на фирмата „Шихау“, на стапелите в Данциг, а механизмите са на филиала на фирмата в Елбинг.
Екипажът е сформиран още преди началото на строежа на кораба… Старши корабен механик на крайцера е младия възпитаник на Техническото училище на Морското ведомство – Константин Робертович Тирнщейн. През ноември 1898 г., за наблюдаващ строежа на крайцера „Новик“ и построяването на четири 350-тонни миноносеца, поръчани на същата фирма, е назначен капитан 2 ранг Пьотр Фьодорович Гаврилов. В рапортите, П. Ф. Гаврилов нееднократно характеризира К. Р. Тирщейн като крайно добросъвестен и много изпълнителен.
- П. Ф. Гаврилов е знаещ офицер, има тригодишен стаж на служба с длъжност старши офицер на крайцера II ранг "Африка (1892 – 1895 гг.), двугодишен стаж на длъжността командир на миноносеца „Взрив“ (1895 – 1896 г.), тригодишен стаж като помощник на главния инспектор по минно дело (1896 – 1898 г.).

На 6 декември 1898 г., П. Ф. Гаврилов пристига в Елбинг за наблюдение на строежа на крайцера „Новик“.
На 6 януари 1899 г., П. Ф. Гаврилов, заедно с представители на дипломатическия корпус и капитаните 1 ранг Н. К. Рейценщейн и А. Ф. Стеман – командири на поръчаните в Германия крайцери I ранг, съответно „Асколд“ и „Богатир“, е представен на Вилхелм II. Германският император с интерес беседва с офицерите, разпитва за корабите. В разговора с П. Ф. Гаврилов той одобрително се изказва за котлите на „Торникрофт“, които трябва да се поставят на „Новик“.
Продължителното съгласуване на чертежите между германските проектанти и руския МТК, а също и забавянето на доставки от леярните заводи, са причина за забавяне на началото на стапелните работи примерно с една година. През декември 1899 г., започват регулярните стапелни работи, които впоследствие се движат много интензивно.
На 29 февруари 1900 г., се състои официалното залагане на крайцера „Новик“. Към този момент, корпусът е на нивото на бронираната палуба, а масата на поставения метал е до 600 t. Командирът на кораба във възторг от „… поразителната точност на пасване на частите на набора… Може смело да се каже, че досега на стапела не е донесен нито един золотник излишен метал, няма ръбове по отливките, всички отвори точно съвпадат“. По негови виждания излиза, че крайцерът може да бъде спуснат на вода още в края на май – само половин година след започване на интензивния строеж! Фирмата много бърза, разчитайки, че на тържественото спускане ще присъстват руския и германския императори, официалната среща на които е планирана за май – юни 1900 г., в Данциг. Срещата, обаче, е отложена и, директорът на корабостроителницата уведомява за това, че е много по-удобно да се продължат монтажните работи на стапела.
На 18 април 1900 г., за старши офицер на крайцера „Новик“ е назначен лейтенанта Фьодор Николаевич Иванов 6-ти (преди това, командвал миноносеца № 120).
На 2 август 1900 г., в 13.00, е тържественото спускане на крайцера на вода… На церемонията присътстват: генерал-губернатора и командващия войските на Западна Прусия, представители на руското посолство в Германия, командирите на строящите се в немски корабостроителници крайцери I ранг „Асколд“ и „Богатир“, съответно – Н. К. Рейценщейн и А. Ф. Стеман, бившия морски министър на Франция адмирал Лакруа. Руския посланик граф Н. Д. Остен-Сакен не успява да дойде, за това изпраща като подарък за кораба икона в позлатена риза, с дарствен надпис. Строителят също прави изненада, държана в тайна до последния момент, – за своя сметка докарва в Данциг от Пилау току-що завършеният, но все още непреминал изпитания и не предаден на руския флот миноносец – „Делфин“ (от 1902 г. – „Безстрашний“). Необикновено суровата за Данциг зима значително забавя дострояването на кораба.

## Изпитания
На 2 май 1901 г., крайцерът „Новик“ за първи път излиза в морето, на заводски изпитания.
На 12 май 1901 г., практически завършеният крайцер, е неофициално посетен от кайзер Вилхелм II… На борда, той се запознава с всички офицери, беседва с члена на МТК – флагманския инженер-механик Ф. Я. Поречкин… Интересувайки се от новия тип крайцер, императора одобрява удобствата за екипажа и се изказва, че артилерията вероятно е прекалено силна спрямо размерите на кораба… На 14 май 1901 г., за спомен от своята визита на офицерите, Вилхелм изпраща свой портрет с дарствен надпис.
На 30 август 1901 г., по време на маневри на германския флота, в Данциг, руският император – Николай II, на борда на яхтата „Щандарт“ беседва с П. Ф. Гаврилов, интересува се от особеностите на новия крайцер „Новик“ и обещава да посети кораба на следващия ден, но така и не го прави.
За да ускори предаването на крайцера на заявителя, завода не прави прогресивните изпитания на механизмите, при условията на постепенно увеличаване на мощността и скоростта. В резултат, по време на първото излизане „настъпват“ крайцера до 24 възела. Както после пише П. Ф. Гаврилов: „допуснатото от завода при първите плавания форсиране на машините е главна причина за проточилите си изпитания и редица различни аварии“.
На 15 май 1901 г., крайцерът отплава от Данциг и 18 май 1902 г. пристига в Кронщат.
От началото на май до средата на септември 1901 г., от седем излизания в морето, четири са прекъснати от аварии в машините и винтовете.
Лятото на 1901 г., на валовете на машините са намерени шупли.
На 23 септември 1901 г., в хода на приемо-предавателните пробези на крайцера, германските специалисти решават много сериозен проблем: забелязано е „значително движение на корпуса по хоризонталната плоскост около средата на дължината на съда, т.е. в района на помещенията на бордовите машини“. За отстраняването на това явление, завода изменя параметрите на винтовете, разглобява и сглобява механизмите, изравнява числото на оборотите на средната и бордовите машини (първоначално те дават по 155÷160 и 170÷175 об./мин – съответно, а впоследствие – 160÷165 об./мин). Няколко изпитателни пробега потвърждават правилността на взетото решение.
Отстраняването на неизправностите изяжда времето за изпитания – силните есенни ветрове попречват да се проведат изпитанията на мерната миля. Крайцерът остава в завода за зимуване, по време на което са сменени валовете, на които през лятото 1901 г. са открити шупли.
През януари 1902 г., германското списание „Die Flotte“ публикува статия в която се съобщава:
„Построения по поръчка на руското правителство в Шихауската корабостроителница крайцер „Новик“, които на своите последни изпитателни пробези развива скорост на хода от 26 въз., е окончателно приет на служба в Императорския Руски флот. Над проекта, за този съвършено нов тип военен съд, работят най-големите английски, френски и американски фирми. От всички тези страни Русия, обаче, получава само уклончиви отговори, тъй като високите изисквания, на които трябва да отговори този своеобразен съд, не могат да бъдат решени удовлетворително от нито една от запитаните фирми. В края на краищата, руското правителство решава да даде поръчката на фирмата „Шихау“.“
На 23 април 1902 г. – малко преди да е изминала една година от първото излизане в морето, крайцера „Новик“ завършва официалните изпитания на пълен ход.
Според резултатите на изпитанията, крайцерът „Новик“, напълно удовлетворява всички тежки условия на контракта. По отзив, публикуван в германското списание: „…представлява удачен тип военен съд, скоростта на хода на който не е достигана досега при такива размери…“; „…представлява майсторско произведение на германското корабостроене…“. Въпреки този възторжен отзив, един от високопоставените германски авторитетни специалисти, с нотка сарказъм, нарича „Новик“ – „чохъл за машините“, намеквайки за неоправдано високата пределна мощност на поставената на него силова установка. Толкова противоположните мнения за руския крайцер, само от страна на германски специалисти, отразяват и различното отношение към този кораб, на всички етапи от неговото създаване, влизане в строй и последващата му служба.

## Техническо описание
Описанието на конструкцията на корпуса, публикувано в „Отчет по Морското ведомство 1897 – 1900 г.“, е много образно: „Тип крайцер II ранг „Новик“ представлява огромен миноносец от 3000 тона с 25-възлов ход. Долната част на крайцера представлява пурообразно съоръжение, по вертикала малко сплескано, отгоре прикрито с бронирана палуба, а отдолу състоящо се от двойно дъно, постепенно преливащо с външната обшивка и приблизително на половината разстояние от кила до водолинията преминаващо в системата на бордовите въглищни ями, отдолу под и отгоре над бронираната палуба. Над сплесканата отгоре подводна „пура“ стои надстройката, в голямата си част надводна, образуваща едно междупалубно пространство“.
Дължината на корпуса между перпендикулярите е 106, максималната ширина 12,2 m (без дебелината на обшивката), височината от кила до горната палуба е 7,7 m. Основен материал за корпуса е мека сименс-мартеновска стомана. Шпацията (разстояние между два съседни шпангоута от набора на корпуса) е 610 mm.
Към момента на изпитанията нормалната водоизместимост с всички предвидени от договора запаси (в т.ч. 360 t въглища) е едва 2720 t, т.е. почти с 300 t под проектното: такъв е резултатът от максималното облекчаване на корпуса и машините.
Съкратени данни за натоварването на крайцера „Новик“ фирмата „Ф.Шихау“ дава на Морското министерство едва през януари 1906 г. Пропуснатите там сведения за бронята, вероятно са включени в масата на корпуса.
Ако се предположи, че бронята на „Новик“ тежи толкова, колкото при построените по неговия проект в Невския завод „Изумруд“ и „Жемчуг“ (345 t), то масата на корпуса трябва да е 875 t – едва 32% от водоизместимостта.
В материалите на вицеадмирал С. О. Макаров има по-различни данни, но е трудно да се направи сравнение с тях, поради различното им групиране.
Съгласно тях, за корпуса с припасите отиват 42,3%, а за бронята – 10,43%, артилерията с боезапаса – 4,73%, минното въоръжение – 3,36%, и за механизмите, котлите и запаса вода в тях – 26,7% от водоизместимостта. Там има и сведения, че бронираната палуба на „Новик“ има маса 294 t. Ако тази информация е вярна, то за корпуса остават 34% от водоизместимостта. Радикалната икономия по всички точки на товара води и до замяна на обичайното за корабите на руския флот дървено покритие на горната палуба с линолеум (дебел 6 – 7 mm).
Разпределение на масата на крайцера от II ранг „Новик“
| Позиция                         | Маса, t  | % от номиналната водоизместимост |
| ------------------------------- | -------- | -------------------------------- |
| Корпус                          | 1219,858 | 44,86                            |
| Различно оборудване             | 97,786   | 3,60                             |
| Машини и котли                  | 790,417  | 29,07                            |
| Артилерия                       | 83,301   | 3,06                             |
| Боекомплект                     | 67,760   | 2,49                             |
| Въглища                         | 360,000  | 13,24                            |
| Екипаж и вещите му              | 49,500   | 1,82                             |
| Провизии за шест седмици        | 38,500   | 1,42                             |
| Прясна вода за осем дни         | 12,000   | 0,44                             |
| Всичко нормална водоизместимост | 2719,125 | 100,00                           |

За максималното облекчаване на цялата конструкция свидетелства и това, че още зимата на 1901/02 г. са заменени траповете в котелното отделение, които не издържат даже и едногодишна експлоатация. По време на инспектирането през 1903 г., необичайната теснота на траповете, при всички входове и изходи, правят неприятно впечатление на посетителите.
Непотопимостта на кораба се осигурява от: 17 водонепроницаеми прегради под и девет – над бронепалубата, двойно дъно в района на машинните и котелните отделения (от 40 до 137 шп.; разделянето на трюма от надлъжни прегради на голям брой отсеци; МТК още повече развива първоначалните предложения на фирмата, като искат и увеличаване на височината на напречните прегради, от димоходите на котлите, до следващата (горната) палуба. Освен това, заводът трябва да направи допълнително криволинейно извисяващи се прегради, осигуряващи водонепроницаемост на самите димоходи.
Управлението на крайцера се осъществява от бойната или рулевата (ходова) рубки, или от мостика. Всичките три пункта за управление са оборудвани с компаси, механични щурвалове, системи за електрическо управление на руля, машинен телеграф, звънкови сигнални устройства в машинното отделение.
Първоначалния проект не предвижда монтаж на рулева рубка (както е при крайцера „Асколд“). Предполагало се поставянето само на вълнобоен щит, предотвратяващ заливането на палубата при щорм. На предоставените в МТК чертежи отсъства и ходов мостик, при това, че го има в контракта. Това предизвиква усложнения. Фирмата, уморена от многократното съгласуване на чертежите, тази конструкция проектира по собствен начин. Обаче, към пролетта на 1901 г., когато са поставени: комините, шлюпбалките, катерите, гребните съдове, става ясно, че мостикът е прекалено нисък, а крилата му са къси, поради което кърмата на крайцера и неговите бордове са извън полезрението на управляващите. След редица възражения, фирмата признала за грешката си и заменя мостика с нов, напълно удовлетворяващ изискванията на П. Ф. Гаврилов.
Основната защита на крайцера се осигурява от бронирана палуба, разположена по основното протежение на корпуса на 0,6 m над водолинията. В носовата част на корпуса бронепалубата, не стига до тарана с 29,5 m, а плавно започва да се спуска, стигайки форщевена на дълбочина 2,1 m. В кърмата снижението на бронепалубата започва от 25,5 m до ахтерхщевена и достига дълбочина 0,6 m. В хоризонталната си част палубата се състои от два слоя плочи със сумарна дебелина 30 mm (10+20). На скосовете, опиращи се в бордовете на съда на 1,25 m под водолинията, общата дебелина достига 50 mm (15+35). Над излизащите над броневата палуба цилиндри на главните машини има 70 mm гласис. Допълнителната защита се осигурява от въглищните ями, разположени над бронираната палуба, по цялото протежение на машинните и котелните отделения.
Сигурността на управлението на крайцера в бойни условия се осигурява от бронираната бойна рубка, с броня от 30 mm плочи от никелирана стомана и съединяваща рубката с бронепалубата тръба със същата дебелина, за предаване на командите.
Силовата установка на кораба включва: три вертикални четирицилиндрови (два цилиндра ниско и по един средно и високо налягане) машини с тройно разширение и 12 водотръбни котела система на „Шихау“, явяващи се фактическа модификация на котлите на „Торникрофт“, тяхната обща нагреваема повърхност е 4500 m2, с работно налягане 18 atm. Крайцера има два машинни – носово с бортовите машини и кърмово със средната машина и шест котелни отделения, с по два котела във всяко. Котелните отделения са обединени в разположени напречно на корпуса двойки, всяка от които има свой комин. Разположението на тези отделения е ешелонно: две котелни, след това машинно, едно котелно и, накрая, още едно машинно. С това се обяснява и неравното отстояние от комин до комин.
Гребните винтове на бордовите валове, първоначално не са много различни от средния: първите са с диаметър 4 m, а последния – 3,9 m. След аварията на 11 мая 1901 г., когато на изпитанията се чупи разпределителния клапан на цилиндъра средно налягане на лявата машина, поставят нови, с малко по-малкък диаметър винтове – 3,9 и 3,76 m съответно. Силна вибрация на корпуса принуждава, през октомври 1901 г., да се сменят отново винтовете. В окончателния вариант, страничните трилопастни винтове имат диаметър 3,9 m и стъпка 5,34 m, а средния четирилопастен – 3,56 и 5,25 m.

### Брониране
- Броня: Палуба – 50 mm (75 mm максимално), рубка – 28 mm/

## История на службата

### Под руски флаг
На 18 май 1902, година след завършване на приемо-предавателните изпитания, „Новик“ пристига в Кронщат.
На 14 септември 1902 г. крайцера под командването на капитана 2 ранг П. Ф. Гаврилов отплава от Кронщат с курс за Далечния Изток.
През декември 1902 г. за командир на най-новия лек миноносен крайцер „Новик“ е назначен капитан 2-ри ранг Н. О. Есен, който преди това заедно с С. О. Макаров формира ескадрата в Кронщат, а след това в Ревел и Либава.
На 6 декември 1902 г., по време на стоянката в Пирея (Гърция), в командване на „Новик“ влиза капитан 2-ри ранг Николай Отович фон Есен, който и го превежда до Порт Артур.
На 2 април 1903 г. крайцера „Новик“ пристига в Порт Артур в състава на руската ескадра на Тихия океан, която се командва от вицеадмирал О. В. Старк.
Началото на руско-японската война става за „Новик“ и неговият командир „звезден час“. От първия ден на войната „Новик“ има активно участие в бойните действия.
В нощта на 27 януари 1904 г., веднага след нападението на японските миноносци над руската ескадра, командирът на крайцера получава заповед да преследва неприятеля. Командирът на „Новик“ първи от всички подготвя кораба си за бой и излиза в морето, но не настига неприятеля. Докато на „Новик“ вдигат пара, японските миноносци успяват да избягат.
Сутринта на 27 януари 1904 г. цялата руска ескадра излиза срещу японския флот. Есен извежда „Новик“ на разузнаване. Във времето, когато неповредените от японски торпеда руски кораби едва излизат от рейда, „Новик“ изстрелва торпедо по крайцера „Якумо“ и предприема дързък опит да се приближи към неприятелската ескадра. Командирът на „Новик“ решава, след нощното потресение, да търси на всяка цена успех – на два пъти опитва да атакува флагманския броненосец на адмирал Того, с идея да се приближи на дистанция за торпеден изстрел. При повторния опит да атакува „Новик“ получава попадение от 12 дюймов (305 mm) снаряд в кърмата (по други данни – попадение на 8 дюймов (203 mm) снаряд на нивото на водолинията), и е принуден да излезе от атаката, и да се върне в базата. На рейда на Порт Артур повредения „Новик“ е посрещнат с викове „Ура!“.
Десет денонощия по-късно, след напрегнат ремонт, кораба е отново в строй. Последващите дни са изпълнени с активна бойна дейност. „Новик“ участва в боевете с японската ескадра, поддържа миноносците, провежда разузнаване, неговия екипаж проявява високо майсторство, героизъм, давайки пример на всички останали.
На „Новик“ държи своя флаг командващия ескадрата адмирал С. О. Макаров, по време на спасяването на окръжения от японските кораби миноносец „Стерегущий“. Обаче излизането е едва два часа след началото на боя и доста след неговия край, когато потъващият руски миноносец вече е пленен от японците и потъва, за това опитът се оказва безрезултатен.
Крайцерът нееднократно прикрива излазите в морето на миноносците и канонерските лодки, обстрелва крайбрежието, заето от противника.
Активните действия на „Новик“, на фона на първите неудачи, са отбелязани от командването. За боя от 27 януари 1904 г. под Порт Артур, фон Есен е награден със Златна сабя с надпис „За храброст“, а 12 члена от екипажа на „Новик“ получават Георгиевски кръстове.
На 16 март 1904 г., със заповен на командира на ескадрата, вицеадмирал Макаров, капитан 2-ри ранг фон Есен е назначен за командир на ескадрения броненосец „Севастопол“. Макаров вижда в Есен свой съмишленик, в стремежа „да държи морето в ръцете си!“ и настоява за неговото назначение за командир на „Севастопол“, въпреки това, че по старшинство е ред на капитана 1-ви ранг Р. Вирен, имащ и поддръжката на адмиралтейството. На 18 март 1904 г., в командване на „Новик“ встъпва капитан 2 ранг Максимилиан Фьодорович фон Шулц. По думите на Есен, той самият не е във възторг от назначението си на мощния, но тромав броненосец. Свикнал с маневренността на бързоходния крайцер, на броненосеца Есен се чувства „не на място“. Той (Есен), дръзка и поривиста натура, със съжаление оставя „Новик“. На 1 март сс. (стар стил) 1904 г., Есен пише на жена си: „Вчера приех броненосеца, сдадох „Новик“ на Шулц. Екипажът викаше в моя чест „Ура!“, изпращаха ме сърдечно… Към „Новик“ съм привикнал, крайцерската служба ми е повече по душа, и това повишение не ме радва“…
На 28 юли сс./10 август 1904 г., по време на боя в Жълто море, крайцерът „Новик“ получава 3 надводни пробойни (2 убити, 1 ранен), но успява да разкъса блокадата и да стигне до порта на Циндао. След това, заобикаляйки Япония от изток, пристига на поста (порт) Корсаков (Корсаковск) на остров Сахалин – за попълване на запасите от въглища.
На 7 август сс./20 август 1904 г., без да успее да попълни запасите си, крайцерът е принуден да приеме боя с японските крайцери „Цушима“ и „Читосе“. В хода на боя получава 3 попадения под и 2 над водолинията и над 10 в надстройката (2 убити, 17 ранени). На свой ред, „Новик“ нанася една подводна пробойна, в резултат на което на „Цушима“ възниква значителен крен, и той е принуден да излезе от боя за справяне с повредите. „Новик“ излиза от боя и не се преследва от противника. Командирът, получавайки данни от радиопрехващането за приближавне на японски кораби, заповядва да се потопи крайцера. На 20 август 1904 г., в 23 часа и 30 минути, при Корсаковския пост, крайцера ляга на грунта. На 21 август 1904 г., сутринта, японския крайцер „Читосе“, влиза в рейда на Корсаковск, дава около 100 изстрела по стърчащите над водата части на крайцера „Новик“ и града. Част от екипажа на „Новик“ е евакуирана във Владивосток.

### Под флага на Япония
На основата на Портсмутския мирен договор, южната част на остров Сахалин е дадена на Япония.
Командването на японския императорски флот е впечатлено от скоростта, показана от „Новик“. Независимо от значителните щети, които крайцера понася в хода на битката при Корсаков и в резултат на потопяването му от собствения екипаж, през август 1905 г. японците изпращат на крайцера техническа команда за ремонт на кораба, който става военен приз. Работите отнемат около година. На 16 юли 1906 г. „Новик“ е изваден от японците. Крайцерът е ремонтиран във военноморския арсенал на Йокосука . На 20 август 1906 г. крайцерът влиза в състава на японския флот под името „Судзуя“ (река на Сахалин, близо до която е пленен крайцера).
По време на ремонта в Йокосука котлите са заменени с осем котела система „Миябара“, носовото котелно отделение, заедно с комина, е премахнато. Това води до намаляване на мощността на машините и намаляване на скоростта до 20 възела. На бака и юта, на мястото на свалените от руснаците оръдия, са поставени две 152 mm оръдия с дължина на ствола 50 калибра. Четири 120 mm оръдия по средата на борда са заменени със 76-милиметрови. Оставени са 47 mm оръдия система Хочкис и двете 37 mm. Всички работи са завършени през декември 1908 г. „Судзуя“ официално става авизо, а не крайцер, използвайки се като куриерски съд. Разпространението на радиовръзката води до остаряването на подобните кораби. На 28 август 1912 „Судзуя“ е прекласифициран на кораб на бреговата отбрана втори клас. След това е обявен за стар и е продаден за метал на 1 април 1913 г.

## Оценка на проекта
Строежа в Германия и завършването на изпитанията в Русия на първия (експериментален) бързоходен малък крайцер-разуснавач „Новик“, удовлетворяващо крайно противоречивите тактико-технически изисквания на руското Адмиралтейство, се явява значително техническо достижение на германската корабостроителна компания „Шихау“, и събитие в световната история на развитието на „малки“ крайцери „корветски“ ранг. Главното изискаване на поръчителя – високата скорост – 25 възела (но не в ущърб на защитеността, въоръжението, далечината на плаване и условията за екипажа) при относително неголеми размери и водоизместимост – е реализирано за сметка на необикновена относителна удълженост на корпуса „ходкост“, максимално възможно олекотяване на конструкцията (в ущърб на здравината), използване на необикновено мощна, но лека, компактна и икономична паро-бутална двигателна установка.
До началото на руско-японската война, отношенията към проекта на крайцера „Новик“ са доста противоречиви, както от страна на чуждестранните, така и от страна на руските военноморските специалисти. С приключването на строежа на крайцера, Германският император – Вилхелм II – е убеждаван, че руснаците необосновано са завишили проектната мощност на въоръжението. Един от авторитетните германски специалисти, в противовес на възторжената статия на немското списание „Die Flotte“, нарича построения за Русия крайцер – „Чохъл за машините“, визирайки необосновано високите относително мощностни и съответно – теглови параметри на двигателната установка за крайцер от такъв клас.
Адмирал Макаров, с особено мнение за корабостроителната програма за 1903 – 1923 г., определя своето отношение към проекта „Новик“ така: – Ще е от голяма полза, ако съдове от 3000 тона като типа „Новик“ се заменят от небронирани кораби със същата водоизместимост, годни и за разузнаване, и за бой".
- От гледната точка на Макаров, в проекта „Новик“ ефективността на въоръжението е принесено в жертва на неоправдано високата скорост. Отсътствието на артилерийски установки от междинен калибър – 203 mm ограничава бойните възможности на крайцера на големи дистанции, когато артилерията на средния калибър е слабоефективна.

През февруари 1904 г., С. О. Макаров в писмо до управляващия Морското министерство Ф. К. Авелан, предлага да се преработят строящите се в Невския корабостроителен завод по измененените чертежи на проекта „Новик“ крайцери „Изумруд“ и „Жемчуг“, приблизявайки ги до характеристиките на „небронирания съд“. По разчети на корабния инженер П. Ф. Вешкурцов, в случай на демонтаж на средната машина и част от котлите, има спечелени 270 тона, за сметка на които може да се усили минно-артилерийското въоръжение с поставяне на: 1×203 mm, 5×1 – 152 mm и 10×1 – 75 mm оръдия; четири минни апарата; да се укрепи корпусът; в освободеното машинно отделение може да се поставят два спомагателни двигателя от по 100 к.с. „за крайцерстване на ниска скорост“. При това, разчетната скорост ще се намали само с 2,7 възела и ще бъде 22,3 възела (в разчета не е учетено, че проектната скорост на проекта е не 25, а 24 възела). Но за осъществяване на такава реконструкция, ако и тя да бъде призната за целесъобразна, не остава време, понеже тези кораби едва успяват да бъдат подготвени за включване в състава на 2-ра ескадра на Тихия океан. Единственото следствие от писмото на Макаров е поставянето на крайцерите „Изумруд“ и „Жемчуг“ – на минни апарати (по три на всеки), които не са предвидени в първоначалния проект.
По мнение на Н. Л. Кладо, крайцерите с малка водоизместимост са оправдани само ако са бронепалубни, …„съвършено не приспособен за бой и пригоден само за пратки, има много слаба мореходност и в добро време той не може да се възползва от своята висока скорост, и всеки броненосен крайцер ще го остави далеч назад“. Радоусът на действие на малкия крайцер е много малък. Например бронепалубния крайцер „Новик“ с водоизместимост от 2836 тона, който има за машините 26,7% от неговата водоизместимост, за да достигне скорост от 25 възела, може при своя запас гориво (17,9% от водоизместимостта) да измине само 660 мили и след денонощие няма да има въглища, а на икономичен ход (12 възела) ще измине само 2370 мили за 8 дена. Сравнявайки малкия бронепалубен крайцер „Новик“ със средния – броненосен (фактически бронепалубен) крайцер I ранг „Богатир“ (също германска постройка), Кладо пише: „Междувременно броненосния (впрочем брониран доста слабо) крайцер „Богатир“ (водоизместимост 6972 тона), при относително тегло от 20,15%, за машините, има скорост 23 възела, каквато при по-малък относителен запас въглища (16,6%) от неговата водоизместимост, може да измине 1680 мили; и на него няма да му попречи време, което би карало „Новик“ да бездейства„. Оценивайки бойните качества на кораба по съотношението на показателите: скорост/броня/ артилерия/далечина, Кладо Н. Л. прави извод за това, че: …“Колкото корабът е по-голям, толкова по-голямо количество настъпателни и отбранителни средства може да побере, толкова е по-мореходен и устойчив и, с толкова по-малки относителни разходи може да получи сила на тяга за винтовете, защита, скорост и район на действие“.
- В навечерието на руско-японската война, в Николаевската Морска академия, са разработени правила (методика) за сравнение на бойната ефективност на корабите от различни класове, с оглед на техните разнородни елементи: артилерия, бронезащита, скорост на хода и всички техни особености, чрез изчисляване (определяне) на така наречените „бойни коефициенти на корабите“. Н. Л. Кладо усъвършенства тези правила, премахвайки най-главния недостатък на методиката – трудността за съпоставяне на такива разнородни елементи като „сила“ на кораба и неговата „скорост“, възникващо при сравнение на броненосните кораби, от които се изисква главно „сила“, а при бронепалубните крайцери и миноносците – скорост. Н. Л. Кладо използва сравнение посредством бойните коефициенти за части на ескадри, състоящи се от еднородни кораби, към които има еднакви изисквания.[5] В частност, са определени сравнителните тегла на бойните коефициенти за „малките“ и „средните“ крайцери корветски ранг. Така например, за крайцерите от II ранг: „Новик“, „Жемчуг“ и „Изумруд“, бойният коефициент е 3,2; „Боярин“ – 2,7. За японските „малки“ крайцери 2-ри клас, с водоизместимост под 4000 тона: „Изуми“ – 1,0; за типа „Нанива“ – 2,4; за „Сума“ и „Акаши“ – 2,9; а за „Чийода“ – 2,7.[6]

След руско-японската война, проекта „Новик“ става родоначалник за възникнването и развитието от подкласа на малките крайцери „корветски“ ранг на нов подклас: малки бързоходни крайцери-разузнавачи, които във флотите на редица от водещите морски държави се обозначават с термина: „крайцер скаут“. За развитието на „малък“ крайцер, аналогичен на проекта „Новик“, способства научно-техническия прогрес в областта на военноморската техника и главно повсеместното въвеждане на паротурбинните двигатели.
Руските бронепалубни крайцери II ранг тип „Новик“, независимо от отделните им недостатъци, служат добре в хода на руско-японската война. За това след войната в Англия и Германия се залагат големи серии бързоходни крайцери с малка водизместимост, предназначени са бойни действия в състава на ескадри и флотове.
В Русия, от август 1907 г., по задание на Морския Генерален Щаб (МГЩ), за проверка на възможностите за създаване на бързоходен крайцер с малка водоизместимост и паротурбинна двигателна установка, предназначен за: „Разузнавателна служба при ескадра броненосци или съвместни действия с отряд миноносци“, е привлечен Балтийския завод.
В съответствие с тактико-техническото задание (ТТЗ) за проектиране, предсерийният експериментален крайцер „Новик“ фактически се явява изпреварил времето си, единствен в света, „стопроцентов“ – „брониран лидер на миноносците“ (към този момент класът на ескадрения миноносец все още не съществува), тъй като, в изпълняването на предвидените в ТТЗ функции на контраминоносеца, той е напълно способен за изпълнява и всички функции, определени за английските „лидери на флотилии“, в началото на Първата световна война.

## В художествената литература
Плаването на крайцера „Новик“ към Сахалин е описано в романа на В. Пикул „Каторга“, а също и в романа на Александър Степанов „Порт Артур“.